# Fritz Machlup
Fritz Machlup (*15 de diciembre de 1902 – 30 de enero de 1983) fue un economista austro-estadounidense, notable por ser uno de los primeros de su disciplina en examinar el conocimiento como un recurso.

## Biografía
Nació en Wiener Neustadt en 1902. Obtuvo su doctorado en la Universidad de Viena. En 1933 abandonó la Alemania nazi y emigró a los Estados Unidos. En 1940 adquirió la nacionalidad estadounidense. A principios de los 1960s Machlup formó el Grupo Bellagio, directo predecesor del Grupo de los treinta, al cual se unió en 1979.
Su obra clave es The Production and Distribution of Knowledge in the United States (1962), a través de la cual popularizó el concepto de sociedad de la información. Además, apenas poco antes de su deceso completó Knowledge: Its Creation, Distribution, and Economic Significance, el tercero de una serie de diez volúmenes planeada colectivamente.

## libros
- Die Goldkernwährung, 1925. (disertación bajo Ludwig von Mises)
- Transfer and Price Effects, 1930, ZfN
- The Stock Market, Credit and Capital Formation, 1931
- The Liquidity of Short-Term Capital, 1932, Economica
- A Note on Fixed Costs, 1934, Quarterly Journal of Economics (QJE)
- Professor Knight and the Period of Production, 1935, Journal of Political Economy (JPE)
- The Commonsense of the Elasticity of Substitution, 1935, Review of Economic Studies (RES)
- The Rate of Interest as Cost Factor and as a Capitalization Factor, 1935, American Economic Review (AER)
- Why Bother with Methodology?, 1936, Economica
- On the Meaning of Marginal Product, 1937, Explorations in Economics
- Monopoly and Competition: A clarification of market positions, 1937, AER
- Evaluation of Practical Significance of the Theory of Monopolistic Competition, 1939, AER
- Period Analysis and Multiplier Theory, 1939, QJE
- The Theory of Foreign Exchange, 1939-40, Economica
- Eight Questions on Gold, 1941, AER
- Forced or Induced Savings: An exploration into its synonyms and homonyms, 1943, Review of Economics & Statistics (REStat)
- International Trade and the National Income Multiplier, 1943
- Marginal Analysis and Empirical Research, 1946, AER
- A Rejoinder to an Anti-Marginalist, 1947, AER
- Monopolistic Wage Determination as a Part of the General Problem of Monopoly, 1947, in Wage Determination and the Economics of Liberalism
- Elasticity Pessimism in International Trade, 1950, Economia Internazionale
- Three Concepts of the Balance of Payments and the So-Called Dollar Shortage, 1950, The Economic Journal (EJ).
- Schumpeter's Economic Methodology, 1951, REStat.
- The Political Economy of Monopoly, 1952
- The Characteristics and Classification of Oligopoly, 1952, Kyklos
- The Economics of Sellers' Competition, 1952.
- Dollar Shortage and Disparities in the Growth of Productivity, 1954, Scottish JPE
- The Problem of Verification in Economics, 1955, Southern EJ
- Characteristics and Types of Price Discrimination, 1955, in Stigler, editor, Business Concentration and Price Policies
- Relative Prices and Aggregate Spending in the Analysis of Devaluation, 1955, AER
- The Inferiority Complex of the Social Sciences, 1956, in Sennholz, editor, On Freedom and Free Enterprise
- The Terms-of-Trade Effects of Devaluation upon Real Income and the Balance of Trade, 1956, Kyklos
- Professor Hicks' Revision of Demand Theory, 1957, AER
- Disputes, Paradoxes and Dilemmas Concerning Economic Development, 1957, RISE
- Equilibrium and Disequilibrium: Misplaced concreteness and disguised politics, 1958, EJ
- Can There Be Too Much Research?, 1958, Science
- Structure and Structural Change: Weaselwords and jargon, 1958, ZfN
- The Optimum Lag of Imitation Behind Innovation, 1958, Festskrift til Frederik Zeuthen
- Statics and Dynamics: Kaleidoscopic words, 1959, Southern EJ
- Micro and Macro-Economics: Contested boundaries and claims of superiority, 1960
- Operational Concepts and Mental Constructs in Model and Theory Formation, 1960, GdE
- The Supply of Inventors and Inventions, 1960, WWA.
- Another View of Cost-Push and Demand-Pull Inflation, 1960, REStat
- Are the Social Sciences Really Inferior?, 1961, Southern EJ.
- The Production and Distribution of Knowledge in the United States, 1962
- Essays in Economic Semantics, 1963
- Why Economists Disagree, 1964, Proceedings of APS.
- International Payments, Debts and Gold, 1964
- The Cloakroom Rule of International Reserve Creation and Resources Transfer, 1965, QJE
- Adjustment, Compensatory Correction and Financing of Imbalances in International Payments, 1965, in Baldwin et al., Trade, Growth and the Balance of Payments
- The Need for Monetary Reserves, 1966, Banca Nazionale del Lavoro Quarterly Review (BNLQR)
- Operationalism and Pure Theory in Economics, in Krupp, editor, The Structure of Economics.
- Corporate Management, National Interest and Behavioral Theory, 1967, JPE
- Theories of the Firm: Marginalist, behavioral and managerial, 1967, AER
- If Matter Could Talk, 1969, in Morgenbesser et al., editors, Philosophy, Science and Methodology
- Liberalism and Choice of Freedoms, 1969, in Streissler et al., editors, Roads to Freedom: Essays in honor of Friedrich A. von Hayek
- Eurodollar Creation: A mystery story, 1970, BNLQR
- Homo Oeconomicus and His Class Mates, 1970, in Natanson, editor, Phenomenology and Social Reality
- The Universal Bogey, 1972, in Preston and Corry, editors, Essays in Honor of Lord Robbins
- Friedrich von Hayek's Contributions to Economics, 1974, Swedish JE
- A History of Thought on Economic Integration, 1977, Columbia University Press